# Василій I Македонянин
Василій І Македонянин (25 травня 836 /за ін. даними — 830/835 — 29 серпня 886) — з 867 року візантійський імператор, засновник Македонської династії. Визнаний православною церквою святим.

## Походження та захоплення влади
Походив з вірменської сім'ї, яка оселилася у фемі Македонія. Потрапивши до імператорського двору, став фаворитом Михайла III, а в 867 році — співправителем. Убивши імператора, захопив престол. Проводив політику зміцнення центральної влади. Воював з арабами на сході та в Італії. У тому ж році Василій (за ін. даними Михайло III) послав у Київську Русь для місіонерської діяльності єпископа і священиків, які заснували там єпархію. У 875 році (за ін. даними — 873–874) у Києві побувало посольство від Василія, яке домоглося покращення відносин між Київською державою і Візантією.
За правління Василія, внаслідок зусиль Константинопольських Патріархів Фотія та Ігнатія, спрямованих на поширення християнства, було охрещено частину населення Русі.

## Внутрішня політика
Прихід Василія І Македонянина ознаменував собою нову епоху в історії Візантії. Він відзначився низкою реформ у внутрішній політиці держави. Після правління Михайла ІІІ фінансова, адміністративна та військова системи знаходилися в край тяжкому стані. Посівши трон, Василій І одразу ж зайнявся законотворчою діяльністю. Уряд імператора спробував упорядкувати податкову систему. В офіційній біографії зазначається, що Василій І був ярим захисником бідних. Також було переглянуто всі діючі закони країни. На першому етапі комісія на чолі з Патріархом Фотієм видала у 886 році збірник законів, який дістав назву «Епанагога». У ньому новий василевс офіційно затвердив повернення до ідей імперського універсалізму. Головний принцип звучав так: «Зберігати існуючі блага, повертати втрачені, додавати ті, що відсутні». Також в цьому збірнику законів вперше у Візантії була зроблена спроба чітко розмежувати владу імператора та Патріарха. Ще однією великою роботою, що лягла на плечі юристів василевса, був перегляд Кодексу Юстиніана, яка згодом лягла в основу «Василісків». Вона була завершена аж наприкінці правління Василія І Македонянина, а видана вже за часів Лева VI.

## Зовнішня політика

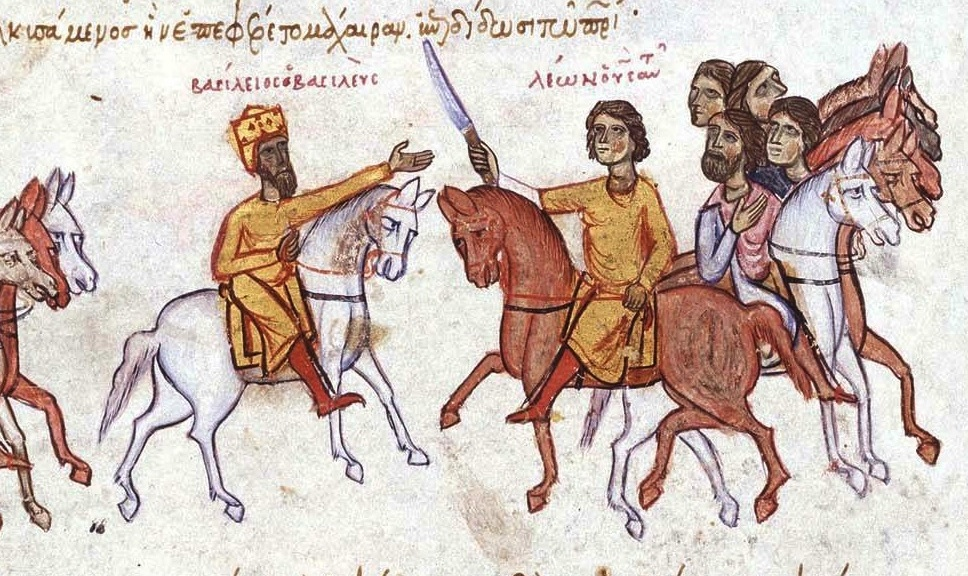
Василій І та його син Лев. Мініатюра із хроніки Йоана Скіліци

Майже всі зусилля Василія І були спрямовані на укріпленні кордонів імперії. Східна політика імператора спрямована на завоювання. У 871—872 рр. візантійські війська розгромили павліканську державу Тефрику, яка займала територію майже всієї Малої Азії. Війни 873—882 рр. не мали особливих успіхів. За цей період здобутками стали Самосат, Запетр, Мелетин. Неодноразово Василій І брав участь у військових походах. Вже наприкінці свого життя він встановив дружні відносини з Вірменією, заключивши договір з правителем Ашотом, засновником династії Багратидів, для спільних дій проти арабів. За допомогою франкського імператора Людовіка ІІ у 871 році було звільнено місто Барі.
Незважаючи на свою активну політику на Заході, зусиль, щоб залишити за собою Сицилію, було замало. Територія відійшла до мусульман. Візантії залишилися її південно-італійські землі, а на західно-балканських володіннях і Далмації вона посилила свій вплив. Важливим визначником у зовнішній політиці було поновлення контролю над східним берегом Адріатики. Політичну залежність від імперії визнали Гаета, Салерно, Беневент, Неаполь та Амальфі. А от з Київською Руссю та Болгарією в цей час було підписано мирні договори.

## Канонізація
Святий у Православ'ї. День Пам'яті - 29 серпня.